# Сабирни логор Краков-Плашов
Плашов или Краков-Плашов је био нацистички концентрациони логор којим су управљале СС јединице у Плашову, јужном предграђу Кракова, током нацистичке окупације Пољске. Већина затвореника били су пољски Јевреји који су током холокауста били на мети нацистичке Немачке. Многи затвореници су умрли због погубљења, присилног рада и лоших услова у логору. Логор је евакуисан у јануару 1945. године, пре него што је Црвена армија ослободила то подручје 20. јануара.

## Историја

### Главни нацистички немачки концентрациони логори у окупираној Пољској
Првобитно замишљен као логор за присилни рад, концентрациони логор Плашов изграђен је на територији два бивша јеврејска гробља. Била је насељена затвореницима током ликвидације Краковског гета, која се догодила 13. до 14. марта 1943. године, првим депортацијама Јевреја Баракенбау из гета почетком 28. октобра 1942. године 1943. године логор је проширен и интегрисан у систем нацистичких концентрационих логора као главни логор.

### Структура и функција
Концентрациони логор Краков-Плашов био је подељен на више одељења. Постојало је одвојено подручје за особље логора, радне објекте, затворенике, затворенице и додатну поделу између Јевреја и нејевреја. Иако раздвојени, мушкарци и жене су ипак успели да ступе у контакт једни с другима. Ту је била и приватна касарна за јеврејску полицију логора и њихове породице. Иако је примарна функција логора био присилни рад, логор је био и место масовних убистава затвореника, као и затвореника доведених споља.  Главни циљеви били су старији и болесни. Није било гасних комора ни крематоријума, па су масовна убиства вршена пуцњавом.

### Особље
Под Арнолдом Бушером, другим заповедником логора, затвореници нису доживели стрељања и вешања. Међутим, до 1943. године логор је био познат по терору. Тада је командант логора био је Амон Готх, СС командант из Беча. Наступао је садистички у поступању и убијању затвореника. „Сведоци кажу да никада не би започео доручак без пуцања на најмање једну особу.“ Првог дана Гота као командант логора, убио је два јеврејска полицајца и натерао сваког логораша да бди. 13. марта 1943. надгледао је ликвидацију оближњег Краковског гета, присиљавајући оне јеврејске становнике за које се сматра да су способни за рад у логор КЛ Плашов. Они који су проглашени неспособним за рад, или су послати у Аушвиц или стрељани на лицу места. Људима је речено да оставе децу иза себе и да ће бити збринути. У стварности су сви смештени у сиротиште и убијени. Други су своју децу кришом увели у камп. Ако је затвореник покушао да побегне из логора, Готх је за казну стрељао 10 затвореника. Готх би такође пустио своје велике Данке на затворенике ако му се не би свидели у њиховом изразу. Надзирао је особље које је углавном било немачко. Управа се састоја од 206 украјинског СС-а из Травники-а, 600 Немаца СС-Тотенкопфвербанде (1943–1944) и неколико СС-оваца, укључујући Гертруд Хеисе, Луисе Данз и Алисе Орловски.
Жене стражари су се према затвореницима понашале брутално као и према мушкарцима: "Кад су нас укрцали у воз, једна СС-овка ме ударила по глави. Били су тако опаки и брутални и садистички, више од мушкараца. Мислим да зато што су неки од њих биле жене и очекујете доброту, било је шокантно. Али наравно, неке су биле дебеле, велике и ружне.
Особље логора регрутовало је јеврејску полицију. Добијали су двоструке оброке густе супе, за разлику од стандардне воденасте супе, и пун хлеб незагађеног хлеба. Међутим, привилегије су добијали са повећањем бичевања затвореника бичевима које су нацисти пружали.
Гот је 13. септембра 1944. разрешен положаја и СС га је оптужио за крађу јеврејске имовине (која је према нацистичком законодавству припадала држави), пропуст да обезбеди одговарајућу храну затвореницима, кршење прописа концентрационог логора који се односе на поступање и кажњавање затвореника и омогућавање неовлашћеног приступа евиденцији особља логора од стране затвореника и подофицира Управу логора преузео је СС-Оберстурмфухрер Арнолд Бушер. Побољшао је исхрану затвореника дозволивши јаја, шећер и млеко у праху.

## Затворене жртве

### Живот у логору
Иако је Гот био немилосрдан и убијао би затворенике, са овог балкона то није могао учинити, јер то нису дозвољавали терен и распоред инфраструктуре логора. Некада је излазио напоље у лов на људе, а тиролски шешир означавао је његове намере. То је био сигнал за сезонске затворенике да се покушају сакрити.
Логор је био „радни логор“, који је снабдевао присилним радницима неколико фабрика наоружања и каменолому. Већина затвореника били су пољски Јевреји. Такође је био велики број жена и деце у поређењу са другим камповима. Велики број мађарских затвореника биле су жене. Стопа смртности у логору била је врло висока. Многи затвореници умрли су од тифуса, глади и стрељања. Будући да су радни објекти дизајнирани за мушкарце, жене су имале мање шансе за преживљавање. Логор Плашов постао је посебно злогласан и за појединце и за масовна стрељања изведена на Хујова Горка: великом брду близу логора које се обично користи за погубљења. Око 8.000 смртних случајева догодило се изван ограда логора, а затвореници су се камионима превозили три до четири пута недељно. Наткривени камиони из Кракова стизали би ујутро. Осуђени су ушетани у ров на падини брда Хујова Горка, наређено им је да се скину и стану голи, а затим су коначно стрељани. Њихова тела су тада била прекривена нечистоћом, слој по слој. Током ових масовних пуцњава, сви остали затвореници су били присиљени да гледају. Почетком 1944. сви лешеви су ексхумирани и спаљени на ломачи како би се избрисали докази о масовном убиству. Сведоци су касније сведочили да је 17 камиона људског пепела уклоњено са места паљења и раштркано по том подручју.
Иако је хране било мало, затвореници који су имали било који број злота могли су купити додатну храну. Такође се развио систем трговине храном за храну. На пример, два дела супе била су једнака пола хлеба.
Када би Готх примио обавештење о новој пошиљци затвореника, организовао би депортације за Аушвиц. 14. маја 1944. Готх је наредио да се сва деца пошаљу у „вртић“. Испоставило се да је ово била претеча депортације у Аушвиц 15. маја, где су деца била погубљена гасом.
Готх је поверио документе који се односе на масовна убиства и погубљења високој женској припадници СС-а, Коммандофухрерин Алис Орловски. Држала је ове документе у свом власништву до краја рата, а затим их је наводно уништила. Орловски је била позната по бичевању, посебно младих жена преко очију. На прозивку би прошетала кроз редове жена и шибала их..

### Спољна помоћ
Затвореници су се такође могли у извесној мери ослонити на помоћ споља. Јудиш Унтерстутзунгштел група за подршку коју су Немци толерисали, пружала би затвореницима храну и медицинску помоћ. Зехнершафт је била група жена која је такође подржавала затворенике. Пољска организација за социјални рад послала је храну пољским затвореницима, а неки од њих су је делили са јеврејским затвореницима. Било је и појединаца попут Станислава Доброволског, шефа краковског огранка Савета за помоћ Јеврејима, а затвореницима је помагао и Тадеусз Панкиевиц, познати фармацеут.

## Казне
Готх и остало особље логора кажњавали су затворенике за разне акције. Свака радња која се доживљава као саботажа, попут кријумчарења предмета у логор, непоштовања наређења или ношења додатног комада хране у нечијој одећи било је кривично дело за које је предвиђена смрт . Затвореници су упозорени да ће, уколико покушају да побегну, бити убијени сви чланови њихове породице, па чак и невине странце. У погледу метода за убијање, смрт вешањем била је омиљени Готх-ов метод.

## Нада за затворенике
Док су свакодневним животом затвореника доминирали страх и изгладњивање, постојала су нека места за наду у опстанак. Гласине о руском напредовању које би довеле до ослобађања логора увек су кружиле. Оскар Шиндлер, члан нацистичке странке која је спасила 1200 Шиндлерјудена, такође је био кључна фигура. Иако су се затвореници увек плашили превоза до Аушвица, увек се тражио превоз до радног логора Бриннлитз у Чехословачкој. Овде се налазила фабрика емајла Оскара Шиндлера. Шиндлер је био познат по саосећању са Јеврејима. Никада никога није ударио, увек је био љубазан и често се смешио око радника. Имати рођаке и пријатеље који су радили за Шиндлера пружило је веће шансе за стављање на списак за превоз.

### Сакривање доказа
Током јула и августа 1944. године, известан број транспортера затвореника кренуо је из КЛ Плашов за Аушвиц, Шутхоф, Флосенбург, Маутхаусен и друге логоре. У јануару 1945. године, последњи преостали логораши и особље логора напустили су камп маршем смрти до Аушвица. Неколико жена СС-ових чувара било је део групе која их је пратила. Многи од оних који су преживели марш убијени су по доласку. Када су нацисти схватили да се Совјети приближавају Кракову, потпуно су разградили камп, остављајући само празно поље. Сва тела која су претходно била сахрањена у разним масовним гробницама ексхумирана су и спаљена на лицу места. 20. јануара 1945. године, Црвена армија је стигла и пронашла само део неплодне земље.

### Последице
Већина затвореника и убистава ослања се на процене, јер је индекс картона затвореника уништен током разарања логора. Неколико послератних суђења усредсређено на злочине почињене у концентрационом логору Краков-Плашов; један изузетак било је Готх-ово суђење и каснија смртна казна. Западноњемачки тужиоци су требали истражити ове злочине до касних 1950-их.

### Комеморација
Подручје у којем се налазио логор сада се састоји од слабо пошумљених брда и поља, са једним великим спомен-обележјем свим жртвама и два мања споменика (један јеврејским жртвама, а други мађарским јеврејским жртвама) на једном ободу места где је логор некада стајао. Јеврејско гробље, где су нацисти уклонили све надгробне споменике, осим једног, стоји са стране брда на источном крају логора, близу Сиве куће. Ту остаје вила Амона Гета. Још један мали споменик, смештен близу супротног краја локације, стоји у знак сећања на прво погубљење (нејеврејских) пољских затвореника 1939. године.
Верзија кампа представљена је у филму Шиндлерова листа (1993), о животу Оскара Шиндлера. Како је подручје Плашов данас природни резерват, а са локације су били видљиви савремене високе зграде, режисер Стивен Спилберг пресликао је камп у оближњем каменолому Либан, који је током рата такође служио као радни логор.
Сваке године завршна је тачка Марша сећања који учествује средином марта да би се исказало поштовање жртвама Холокауста.